# 特諾拉蟲
特諾拉蟲（學名：Ktenoura），又名科坦蟲、棒鞍蟲，是生存於志留紀的一屬三葉蟲，生活在大陸棚上。這種三葉蟲的外骨骼為長形，胸部分為11節。面線為原頰蟲式，與頭部側緣相交。頰與肋葉很窄，眼睛長在前部靠近頭鞍的地方。頭鞍突起，朝前方逐漸變寬。體節間突出與凹窩鉸合的複雜結構使其緊緊捲起。尾甲大小中等，有三對向後彎曲的長棘。

## 外部連結
- Ktenoura （页面存档备份，存于） in the Paleobiology Database